# Halt an, wo läufst du hin
„Halt an, wo läufst Du hin“ ist ein Lied von Othmar Steinbauer für einen vierstimmigen Chor (Sopran, Alt, Tenor und Bass), welches a cappella oder mit Instrumentalbegleitung, wie der Komponist es anmerkte, gesungen wird. Der Text stammt aus dem „Cherubinischen Wandersmann“ von Angelus Silesius (Johannes Scheffler; 1624–1677) und lautet: „Halt an, wo läufst du hin, der Himmel ist in dir; Suchst du Gott anderswo, du fehlst ihn für und für.“

## Formanalyse
Dieser Chorsatz entspricht der Liedform A–B–A. Teil A geht vom ersten bis zum neunzehnten Klangreihenakkord (Takt 1–Takt 11, 1. Zählzeit), welcher dem Textabschnitt „Halt an, wo läufst du hin, der Himmel ist in dir“ entspricht.  Der B-Teil geht vom 20. bis zum 53 Klangreihenakkord (Takt 11, 2. Zählzeit – Takt 23, 1. Zählzeit) und begleitet den Text: „Suchst du Gott anderswo, du fehlst ihn für und für.“ Vom 54. bis zum 80. Klangreihenakkord wird Teil A mit dem entsprechenden Textwiederholt. Die Abgrenzung einzelner Formteile entspricht nicht der exakten Zwölftonreihe: Der erste Teil endet mit dem Einsetzen der Zwölftonreihe auf dem siebten Reihenton und der dritte Abschnitt beginnt bei dem fünften Einsatz der Zwölftonreihe mit dem sechsten Reihenton.

## Reihengrundlage und Klangreihenbildung
Die Zwölftonreihe lautet hier: d–a–f–c–b–g / e–cis–fis–dis–h–gis. Bei Josef Matthias Hauer kann man zwar von der 41. Trope sprechen, bei Steinbauer jedoch ist es die 37. Trope Steinbauer verwendet die kleine Abwandlung, wodurch die Rotation innerhalb der Reihenhälfte geschieht. Demzufolge würde das dann so aussehen:
- (I): d–a–f–c–b–g / e–cis–fis–dis–h–gis
- (II): a–eis–c–b–g–d / des–fis–es–h–as–e
- (III): f–c–b–g–d–a / fis–dis–h–gis–e–cis
- (IV): c–b–g–d–a–f / dis–h–gis–e–cis–fis
- (V): ais–g–d–a–f–c / h–as–e–cis–fis–es
- (VI): g–d–a–f–c–b / gis–e–cis–ges–dis–ces
- (VII)=(I): d–a–f–c–b–g / e–des–fis–dis–h–gis

Bei der letzten Rotationsreihe in der ersten Reihenhälfte fehlen drei Töne (c–b–g, Klangreihenakkord 76–78) und in der zweiten Reihenhälfte fehlen vier Töne (fis–dis–h–gis, Klangreihenakkord 81–84). Schon bei der sechsten Zwölftonreihe fehlt das fis. Die Takte 3–24 werden wiederholt, wobei die Klangreihenakkorde 51–54 den Klangreihenakkorden 1–4 entsprechen.
Der Chorsatz beginnt mit einer Klangreihenstauung: Die Töne d (Alt)–a (Sopran)–f (Tenor)–c (Bass) treten frei ein. Der Übergang von einem Klangreihenakkord in den nächsten entsteht durch „Abzweigung“ wie beim Übergang vom 63. zum 64. Klangreihenakkord oder durch „Zusammenfluss“ wie beim Übergang vom 67. zum 68. Klangreihenakkord oder durch eine Mischung von beiden wie beim Übergang vom 4. zum 5. Klangreihenakkord.
Die Klangreihenakkorde tauchen vereinzelt so komprimiert vor, dass sie entweder direkt hintereinander gespielt werden (beispielsweise Klangreihenakkorde 10+11) oder zusammen gespielt werden (zwei Klangreihentöne wie bei den Klangreihentönen 43+44 oder sogar drei wie bei den Klangreihentönen 40–42). Der 69. Reihenton wird dem 68. Reihenton vorgezogen. Im ganzen Werk sind Reihentöne wie bei den Klangreihenakkorden 14, 19, 21 etc. enharmonisiert worden. Reminiszenztöne kommen im ganzen Stück vor, wie beispielsweise im Takt 3 in der Tenorstimme das c’’.